# Joža Bekš
Joža Bekš, slovenski pesnik, * 22. marec 1883, Ljubljana, † 6. marec 1961, Ljubljana.

## Življenje in delo
Rodil se je očetu Janezu in materi Mariji (rojena Pečnikar). Po končani nižji gimnaziji se je zaposlil kot uradnik pri ljubljanskem finančnem ravnateljstvu. V književnosti je pričel z raznimi prispevki v prozi, poeziji in s prevodi. Prispevke je objavljal v mladinskih listih, pri Mohorjevi družbi, Dom in svetu in raznih drugih časnikih. Pesnil je predvsem pod vplivom vodilnih lirikov slovenske moderne.